# Cincinnati Music Hall

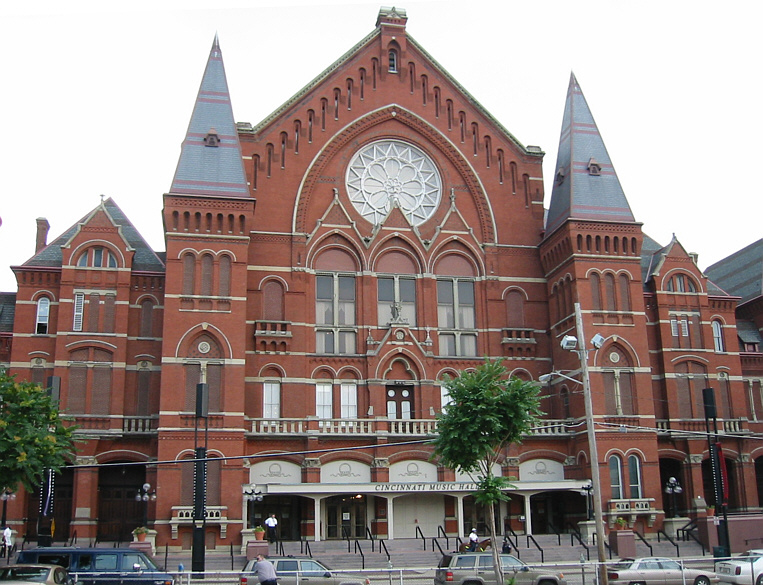
Music Hall visto de fora

O Music Hall, inaugurado em 1878, é a primeira casa de música clássica de Cincinnati. Serve como residência para a Orquestra Sinfônica de Cincinnati, para a Ópera de Cincinnati, para o Festival de Coros de Maio e para a Orquestra Pops de Cincinnati. Em janeiro de 1975 foi reconhecida como Patrimônio Histórico Cultural pelo governo americano. O prédio foi desenhado a partir de dois pontos - para ser o auditório central para atividadaes musicais e um lugar para exibições artísticas e culturais. Está localizada na rua Elm 1241 em Cincinnati, Ohio, a poucos minutos do centro da cidade. O prédio foi construído sobre um cemitério de indigentes, que leva a reputação de ser um dos lugares mais mal assombrados da América.

## Salas
- A sala principal é chamada de Springer Auditorium em hona ao fundador e patrono, Reuben Springer e tem capacidade para 3.516 pessaos e tem uma das melhores acústicas do mundo. Serve como residência para a Orquestra Sinfônica de Cincinnati, para a Ópera de Cincinnati e para o Festival de Coros de Maio. É um dos maiores halls dos Estados Unidos, menor apenas que o Metropolitan Opera House em Nova Iorque e o DAR Constitution Hall em Washington.

- Music Hall Ballroom - acomoda 1.300 pessoas. Essa sala é o segundo maior esppaço da cidade, com aproximadamente 1.900m². É frequentemente usada para grandes recepções, exibições, shows de moda, reuniões, etc. Em outubro de 1998, uma renovação de US$1.8 milhão foi feita na sala. Em julho de 2007 foi anunciado que o órgão da sala iria ser restaurado e instalado para as festividades de ano novo de 2009.

- Corbett Tower - capacidade para 300 pessoas, é usado para casamentos, recep~~oes e jantares de gala. É localizado no terceiro piso do prédio e conta com cozinha, bar, dance floor e um sistema de luz e som.

- Critic's Club - um clube com 50 lugares.

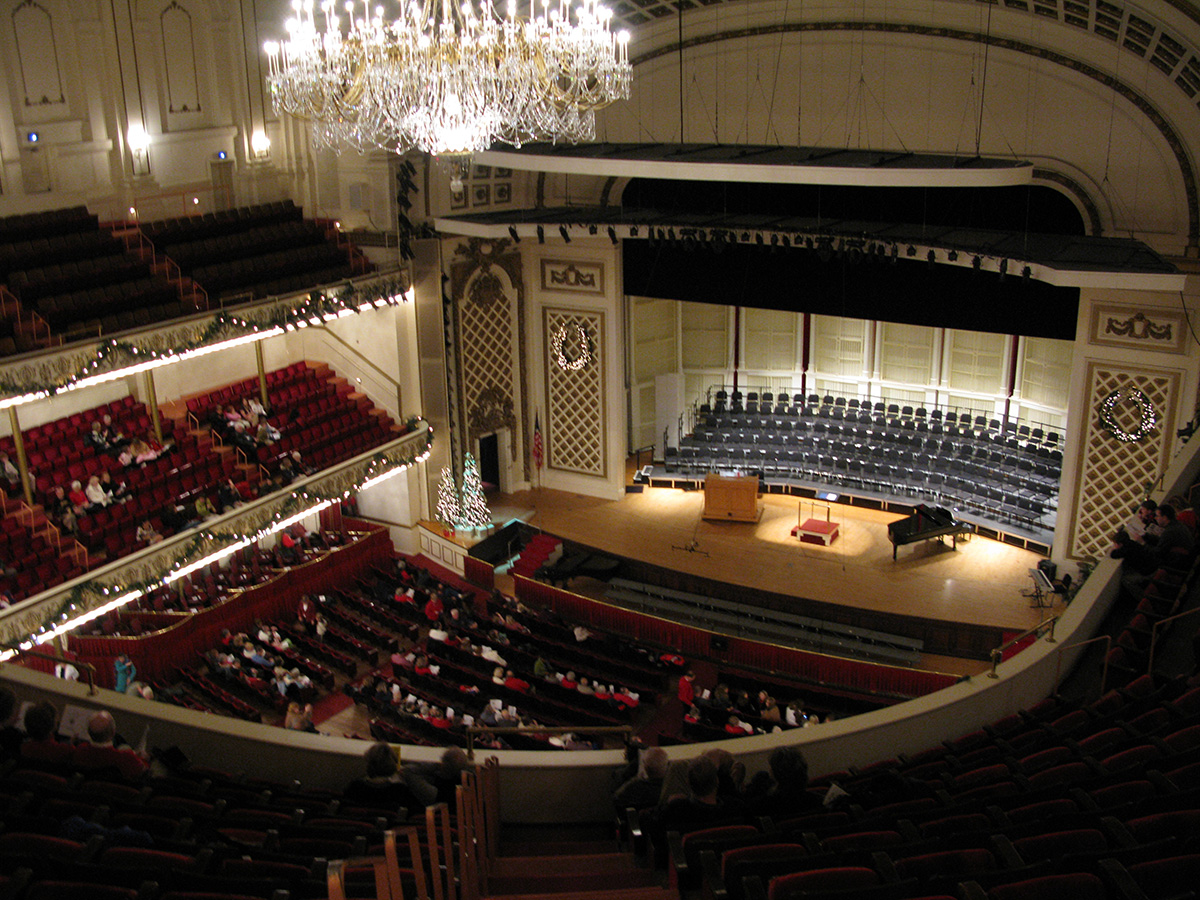
Springer Auditorium (Sala Principal)

## História

### Cemitério
Em 13 de setembro de 1818, a Cidade de Cincinnati adquiriu uma propriedade a oeste da Elm Street de Jesse Embree por US$3.200. Em 22 de janeiro de 1821 a Legislatura Estatal de Ohio passou em ato a propriedade para ser "Um Hospital Comercial e Psiquiátrico do estado de Ohio". Esse foi primeiro sanatório de Ohio, construído em uma propriedade de 16.000 m². Por volta de 1832, um surto de cólera em Cincinnati matou 832 pessoas, resultando em um grande número de órfãos. Então foi feito o Orfanato de Cincinnati, construído perto da Elm Street. O orfanato foi o quarto maior prédio da cidade por 30 anos .
Durante 20 anos essa propriedade foi usada como cemitério, até 1857 quando a vizinhança começou a crescer . Em 29 de janeiro de 1859 a propriedade foi convertida em um parque, conhecido como Parque da Rua Elm. A propriedade e a construção eram usadas como fins de exibição, até 1876 quando passou para o controle a Associação Music Hall. 

### Construção

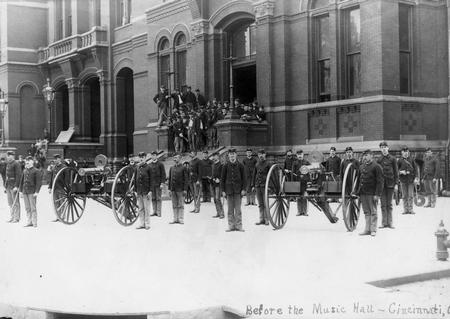
Guardas Nacionais durante os distúrbios

Springer, influenciado pelos resultados benéficos de exposições industriais e festivais musicais da cidade, escreveu uma carta em maio de 1875 para John Shillito, oferecendo uma doação de US$125 mil em duas condições. Que o dinheiro não deveria ser submetido a taxas e o segundo que os US$125 mil seria elevado por outros cidadãos. Quando foram levantados US$106 mil, Springer doou um adicional de US$20 mil. Por causa de um conflito entre musicos e interesses musicais, Springer ofereceu um adicional de US$50 mil se US$100 mil fossem levantados. Esse adicional de dinheiro poderia ser usado para construir prédios ao lado do hall para exposições industriais. O custo total da construção foi de US$300.962,78 com a exposição um adicional de US$146.331,51.
Durante a escavação para a fundação do prédio, ossos foram descobertos no antigo cemitério e exumados pela polícia. 
A primeira performance ocorreu dia 14 de maio de 1878, e aproximadamente 6.000 pessoas assistiram a ópera Alceste de Christoph Willibald Gluck, como também a Terceira Sinfonia de Ludwig van Beethoven. A Convenção Nacional Democrática de 1880 foi feita no Music Hall. Os distúrbios de Cincinnati de 1884, um dos distúrbios mais perigosos da história americana começou com um protesto no Music Hall. O protesto saiu do controle e 10 mil cidadãos de Cincinnati marcharam ao tribunal.